# به آینه نگاه کن
به آینه نگاه کن یک مجموعه تلویزیونی محصول سال ۱۳۸۴ به کارگردانی بنیامین سروش، نویسندگی محسن نظری  و امین ذوالفقاربیک و تهیه‌کنندگی سید مهران مصلایی می‌باشد که از گروه کودک و نوجوان شبکه یک پخش شد. این مجموعه در ۱۰ قسمت تهیه شد.
نوجوانی به نام علیرضا که در کلاس سوم ابتدایی درس می‌خواند، شخصیت محوری داستان این سریال است.

## بازیگران
- محمد صادق بیدآبادی مقدم  درنقش علیرضا
- آرام جعفری در نقش مادر علیرضا
- عزت‌الله مهرآوران درنقش ناظم علیرضا
- سهیل راستکار
- صفا آقا جانی در نقش مادربزرگ
- آتش تقی‌پور در نقش حاج عمو
- زهره صفوی در نقش بی بی خانوم
- حسن اسدی در نقش معلم علیرضا
- زهرا غلامی در نقش فهیمه خاله علیرضا
- احسان اعتمادی در نقش  احسان رفیع زاده
- سهیل رستگار
- طاها دیبائی‌نیا در نقش نیما
- طراوت بهرامی در نقش شبنم
- علی خلخالی
- علیرضا دورسون
- کامیار فنونی‌الاصل
- میلاد زینتی
- نوید منصوری
- مصطفی محمدنژاد
- کسری ابراهیمی
- علی خجک
- جواد رضائی
- شاپور قویدل
- فرید ناظر فصیحی
- حمیدرضا سراوانی
- حسن واحد
- حسن جهانبخش
- غلامحسین فرخ‌تبار
- سوسن نعمتی
- صغری سبزیان
- حسن صالح
- صغری جهانشاهی
- یاسمن بهرامی
- مصطفی حسین‌خانی
- داوود واحد
- مهدی علی نقی‌زاده
- مهدی آزادی
- عرفان باج گلی
- آرش فرامرز
- خشایار احتشامی
- محمدمتین ارجمندفر
- علی جمعه‌ای
- بنیامین نصیری
- علی طهماسبی‌راد
- امیدمحمد نبیان
- رضا نظم‌آور
- مهرداد بحرینی
- عرفان زبرجدی
- کیوان طهماسبی
- امین حق‌شناس
- سینا بویدارمک
- میلاد زینتی
- نیما وحیدزاده
- محمدحسین اختری